# Langobardska željezna kruna
Langobardska željezna kruna (Corona Ferrea) jedna je od najstarijih europskih kraljevskih simbola, također i relikvijar. Čuva se u Katedrali u Monzi blizu Milana.

## Predaja
Željezna kruna tako je nazvana zbog uske željezne vrpce širine oko 1 cm koja se nalazi s njene unutarnje strane, za koju se kaže da je iskovana od jednog od čavala kojima je Isus pribijen na križ. Prema tradiciji, čavle je rimskom caru Konstantinu darovala njegova majka Helena koja je otkrila pravi križ. Kako su čavli dospjeli u ruke langobardskih kraljeva, germanskih osvajača sjeverne Italije, nije razjašnjeno. 
U stvarnosti je gotovo trideset europskih zemalja kroz povijest tvrdilo kako posjeduje bar jedan sveti čavao. Naročito ih se u Konstantinopolu rabilo vrlo liberalno: "Carica Helena, koja je provela velik dio svoje vladavine u potrazi za svetim relikvijama, jednom je bacila jedan čavao iz Svetig križa kako bi smirila oluju. Drugi je pričvršćen na kip cara Konstantina, dok je on treći uklopio u svoju kacigu." Četvrti čavao rastaljen je i od njega je načinjen ukrasni dio opreme njegovog konja.
Konstantin je razumio važnost takvih predmeta i u diplomaciji." Nekoliko ih je poslao raznim stranim dostojanstvenicima, jedna od kojih je bila i langobardska princeza Theodolina: "koja je svoj čavao uporabila kao dio svoje krune, čuvene željezne krune Langobardije." za koju se kaže da ju je dobila od pape Grgura Velikog za njene zasluge u obraćenju Langobarda na kršćanstvo. Krunu je kasnije 628. godine poklonila crkvi u Monzi gdje ju se čuva kao relikviju. Kruna je postala jednim od simbola langobardskog kraljevstva i kasnije srednjovjekovne Kraljevine Italije. Njome se nakon pobjede nad Langobardima okrunio i sam Karlo Veliki.
Vanjski krug krune sastoji se od šest dijelova od zlata, te pozlaćenih dijelova spojenih šarkama i ukrašenih dragim kamenjem koje se reljefno ističe u obliku križa i cvjetnih motiva. Zbog njene male veličine i vezane građe pretpostavljalo se da je u pitanju velika narukvica ili zavjetna kruna, no kako opisuju povijesni dokumenti, ona je vjerojatno prouzročena popravkom nakon dva izgubljena segmenta.

## Srednji vijek
Od 9. do 18. stoljeća talijanskim kraljevima bili su sveti rimski carevi, te su mnogi od njih u Paviji, službenom glavnom gradu prijašnjeg langobardskog kraljevstva, primili željeznu krunu. Poznatiji carevi koji su njome okrunjeni su Karlo Veliki, Oton I., Henrik IV. i Fridrik I. Barbarossa.

## Vanjske poveznice
- (tal.) La Corona Ferrea  Arhivirana inačica izvorne stranice od 29. svibnja 2010. (Wayback Machine)
- (tal.) Le gemme della Corona Ferrea
- Order of the Iron Crown  Arhivirana inačica izvorne stranice od 12. siječnja 2004. (Wayback Machine)
- Coat-of-Arms of Napoleonic Kingdom of Italy, 1805–1815, with the Iron Crown on an escutcheon